# Tunceli (province)
Tunceli (prononcé [tun.d͡ʒɛ.'li] ; en zazaki et en kurmandji Dêrsim ; en arménien occidental Տէրսիմ ; en arménien oriental Դերսիմ) est une province de Turquie dont la préfecture se trouve dans la ville éponyme de Tunceli,.
La région a été, entre 1936 et 1938, le théâtre de l'une des plus importantes révoltes kurdes du XXe siècle, la Révolte de Dersîm.

## Histoire

### Époque ottomane
Sous l'Empire ottoman, le sandjak (district) de Dersim a appartenu au vilayet d'Erzurum puis formé une province distincte (vilayet de Dersim) de 1875 à 1888 avant d'être rattaché au vilayet de Mamouret-ul-Aziz. Son chef-lieu était Hozat.
Pendant la Première Guerre mondiale, dans le cadre du génocide arménien, la plupart des Arméniens de la province sont exécutés par des Turcs et les Kurdes ottomans. Dans le même temps, certains Kurdes et Turcs sauvent des Arméniens en les cachant, et les protégeant. Avant le génocide, cette province comptait environ 15 000 Arméniens et 157 lieux de culte arméniens.

### La révolte de Dersîm

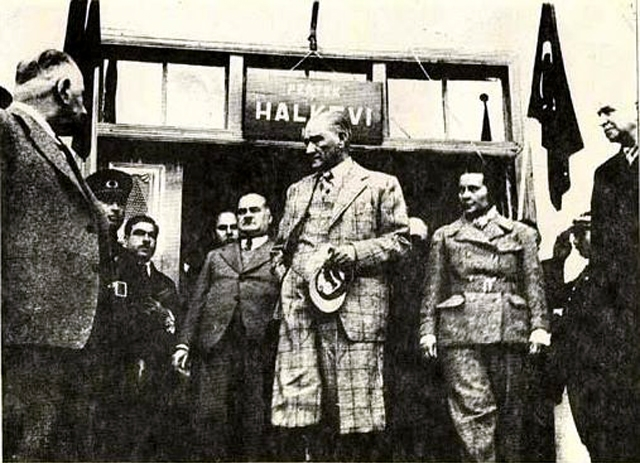
Mustafa Kemal Atatürk et Sabiha Gökçen devant la Maison du Peuple à Pertek (Pertek Halkevi), le 17 décembre 1937, après la fin des opérations militaires de Dersim (Dersim Harekâtı).

Entre 1936 et 1938, la révolte menée par Seyid Riza est fortement réprimée par l'armée turque de Mustafa Kemal, et mène au massacre de Dersim. Le bilan de l'opération varie suivant les sources : l'enquête parlementaire officielle donne le chiffre de 7 594 morts, tandis que d'autres, basées sur les témoignages locaux, estiment le nombre de tués à 10 000, à 13000[réf. nécessaire] ou vont même jusqu'à 80 000 morts.
Sabiha Gökçen, une des sept filles adoptives de Mustafa Kemal et la première pilote militaire au monde, participe militairement au bombardement des civils kurdes de Tunceli.
Anciennement appelés Dersim la ville et la province ont été renommés d'autorité en 1937 Tunceli (Tunç - eli « main de bronze » en turc) par l'État turc après le massacre. Selon Pırgiç Gültekin, Président de l’Association pour les Arméniens du Dersim, l'origine du nom Dersim proviendrait du nom de la ville de Daylam situé en Iran, Khorassan.

### Depuis 1970
Dans les années 1970, İbrahim Kaypakkaya, l'un des fondateurs du Parti communiste de Turquie/marxiste-léniniste (TKP/ML) tente d'implanter une organisation de guérilla dans la région, la TIKKO (Armée de libération des ouvriers et des paysans de Turquie).
Depuis 2015, des affrontements ont lieu entre l'armée et le PKK ainsi qu'avec des organisations d'extrême-gauche.
La région a très majoritairement voté « non » au référendum constitutionnel du 16 avril 2017 (80,4 % de « non » dans la région, 90,1 % à Ovacık).

## Géographie
La superficie de la province est de 7 774 km2.

## Population et société
| 2000   | 2001   | 2002   | 2003   | 2004   | 2005   | 2006   | 2007   | 2008   |
| ------ | ------ | ------ | ------ | ------ | ------ | ------ | ------ | ------ |
| 82 554 | 82 871 | 83 074 | 83 241 | 83 433 | 83 640 | 83 849 | 84 022 | 86 449 |

| 2009   | 2010   | 2011   | 2012   | 2013   | 2014   | 2015   | 2016   | 2017   |
| ------ | ------ | ------ | ------ | ------ | ------ | ------ | ------ | ------ |
| 83 061 | 76 699 | 85 062 | 86 276 | 85 428 | 86 527 | 86 076 | 82 193 | 82 498 |

| 2018   | 2019   | 2020   | 2021   | 2022   | 2023   | - | - | - |
| ------ | ------ | ------ | ------ | ------ | ------ | - | - | - |
| 88 198 | 84 660 | 83 443 | 83 645 | 84 366 | 89 317 | - | - | - |

### Composition ethnique
La composition ethnique est à sujet de controverse. La langue prédominante dans la ville est le zazaki. On y trouve des Zazas, des Kurdes dont les ancêtres seraient supposément des Arméniens assimilés. Au district de Çemişgezek, la population est majoritairement turkmène de confession sunnite. Parmi les locuteurs du zazaki, certains affirment être d'origine turkmène ayant immigré depuis la région du Khorassan. Parmi eux figure Kemal Kılıçdaroğlu, président du parti républicain du peuple.
Selon l'historien turc Yusuf Halaçoğlu, la ville de Tunceli est peuplée majoritairement de turkmènes. Il affirme néanmoins qu'il reste des "résidus d'arméniens" dans la région.

### Personnalités nées à Tunceli
- Ismihan Yurdakul poète.
- Nuri Dersimi (1893-1973), vétérinaire, militant de la cause kurde, écrivain et poète.
- Seyid Riza (1865-1937), leader du soulèvement kurde de Dêrsim (Tunceli).
- Hozan Diyar (1966- ), chanteur kurde.
- Aynur Dogan (1975- ), chanteuse kurde.
- Ahmet Aslan, auteur-compositeur-interprète.
- Mikail Aslan (1971- ), auteur-compositeur-interprète.
- Kamer Genç (1940-2016), homme politique, membre du CHP.
- Kemal Burkay (1937- ), fondateur du Parti socialiste du Kurdistan (PSK), poète et écrivain.
- Lütfü Gültekin (1951- ), auteur-compositeur-interprète.
- Kemal Kılıçdaroğlu (1948- ), homme politique, actuellement député de la Grande assemblée nationale de Turquie et ancien secrétaire général du Parti républicain du peuple (CHP).
- Ali Haydar Kaytan (1952-), l'un des fondateurs et des principaux dirigeants du Parti des travailleurs du Kurdistan.
- Sakine Cansız (1958-2013), membre fondateur du Parti des travailleurs du Kurdistan, assassinée à Paris.
- Claire Koç, journaliste et écrivaine française

### Démographie
Les premiers recensements dans la nouvelle République turque sont réalisés à partir de 1927, et les recensements au nom de Tunceli débutent en 1940 (avant le 25 décembre 1935, Pülümür était rattaché à Erzincan et les sept autres districts de Tunceli étaient rattachés à Elâzığ ; dans cette province d'Elâzığ, le district de Tunceli s'appelait Kalan)[réf. à confirmer].
| Année              | 1960    | 1965    | 1970    | 1975    | 1980    | 1985    | 1990    | 1997   | 2000   | 2005   | 2007   |
| Population totale  | 140 468 | 154 175 | 157 293 | 164 591 | 157 974 | 151 906 | 133 584 | 86 268 | 93 584 | 79 176 | 84 022 |
| Population urbaine | 19 645  | -       | -       | -       | -       | -       | 50 799  | 55 405 | 54 476 | -      | 54 369 |
| Population rurale  | 120 823 | -       | -       | -       | -       | -       | 82 785  | 30 863 | 39 108 | -      | 29 653 |

### Religion
Les habitants de la province de Tunçeli sont majoritairement alévis. C'est la province turque la plus densément peuplé d'alévis. Il existe aussi une minorité de musulmans sunnites dans la province de Çemişgezek, où la majorité est sunnite.

## Administration
La province est administrée par un préfet. Le 11 juin 2009, Mustafa Taşkesen (1965-) est nommé préfet de Tunceli, succédant ainsi à Mustafa Yaman (2007-2009). (en turc : vali)
Liste des préfets de Tunceli depuis 1975
- Kemal Bozbay (1975-1978)
- Namık Günel (1978-1979)
- Ümmet Önalan (1979-1980)
- Hakkı Borataş (1980-1982)
- Kenan Güven (1982)
- Cengiz Bulut (1986-1988)
- Arif Atilla Osmançelebioğlu (1991)
- Erdi Batur (1991-1992)
- Aslan Yıldırım |(1992-1993)
- Atıl Üzelgün (1993-1997)
- Mehmet Ali Türker (1997-2000)
- Mustafa Erkal (2000)
- Ali Cafer Akyüz (2003)
- Mustafa Erkal (2004)
- Mustafa Yaman (2007-2009)
- Mustafa Taşkesen (2009-2012)
- Hakan Yusuf Güner (2012-)

## Subdivisions
La province est divisée en huit districts (en turc : ilçe au singulier) :
- Çemişgezek (Malkisi)
- Hozat (Xozat)
- Mazgirt (Mazger)
- Nazımiye (Qisle)
- Ovacık (Pulur)
- Pertek (Pertax)
- Pülümür (Plemori)
- Tunceli (Mamike)